# Epimecis transitaria
Epimecis transitaria là một loài bướm đêm trong họ Geometridae.